# Irish Recorded Music Association
Irish Recorded Music Association – organizacja non-profit założona w 1997 roku, by kontrolować oraz zarządzać przemysłem muzycznym w Irlandii.

## Listy
| Nazwa              | Liczba pozycji |
| ------------------ | -------------- |
| Singles Chart      | 100            |
| Albums Chart       | 100            |
| Compilations Chart | 30             |
| Independent        | 20             |
| Music DVD          | 5              |